# Lessivage

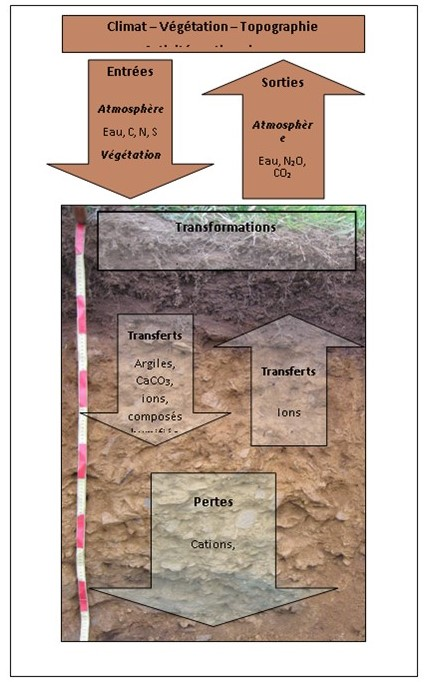
Illustration simplifiée des processus dominants impliqué dans la pédogenèse. Le lessivage correspond aux transferts et pertes de particules.

Le lessivage est l'opération qui consiste à faire passer à plusieurs reprises un liquide sur un corps solide, dans le but d'en éliminer certains de ses constituants solubles. 
En pédologie, le lessivage des constituants du sol (particules argileuses, limoneuses) désigne le processus d'entraînement, par l'eau d'infiltration ou par l'eau souterraine, de ces constituants insolubles, ce qui conduit à la formation d'horizons lessivés appauvris en ces substances qui enrichissent d'autres horizons, généralement inférieurs (horizons d'accumulation). Le lessivage peut être vertical, latéral ou oblique.
Des eaux météoriques, de ruissellement ou d'inondation, lessivant des sols puis percolant jusque dans des aquifères, peuvent avoir un impact sur la qualité des eaux souterraines, et, après résurgence, sur celles de cours d'eau en aval.

## Lessivage et lixiviation
En agronomie et pédologie, on emploie souvent les termes de lixiviation et lessivage dans le même sens. Les deux termes désignent cependant deux variantes de ce phénomène de transport de matériaux dans le sol. Le lessivage concerne les particules solides non solubles ou dissoutes alors que la lixiviation concerne uniquement les éléments solubles puisqu'ils sont entraînés par l'infiltration des eaux après avoir été dissous. Ainsi, on parle de lessivage des argiles mais de  pertes en nitrates par lixiviation.

## Conséquences du lessivage
Les effets du lessivage du sol sont l'appauvrissement de certains éléments nutritifs pour la végétation et les cultures (nitrates, calcium2+, potassium+...). Dans les cultures, cette perte peut être compensée par l'apport d'engrais.
Cela[Quoi ?] peut aussi se produire dans les marais[pourquoi ?],[Comment ?].
Les nitrates et phosphates d'engrais, dissous dans les horizons agricoles trop enrichis, se retrouvent parfois dans les cours d'eau en aval des ressorties de ces eaux de lessivage, provoquant alors la croissance d'algues et par conséquent une forte désoxygénation des eaux, létale pour leurs faunes (eutrophisation). L'origine du phénomène des marées vertes en zones littorales est généralement expliquée par l'apport de ces nutriments chimiques par les eaux concentrées qui arrivent aux estuaires.